# Maksym Talovyerov
Maksym Talovyerov, en ukrainien : Максим Вадимович Таловєров, né le 28 juin 2000 à Naltchik, est un footballeur international ukrainien, qui joue au poste de défenseur central à Stoke City.

## Biographie

### En club
Maksym Talovyerov commence le football à l'âge de trois ou quatre ans, et est formé au Chakhtar Donetsk. Il signe son premier contrat professionnel avec l'Olimpik Donetsk.
En février 2019, il rejoint le Dynamo České Budějovice. En août 2019, il est prêté à l'équipe réserve du Sparta Prague en troisième division tchèque.
Talovyerov dispute son premier match en première division le 31 mai 2020 contre le Bohemians 1905, et donne une passe décisive lors de la rencontre. Il marque son premier but en professionnel le 24 janvier 2021 contre le FK Teplice. Le 22 février 2021, il prolonge son contrat jusqu'en 2023.
Le 5 janvier 2022, Talovyerov rejoint le Slavia Prague, avec qui il signe un contrat de quatre ans et demi. En juillet 2022, il est prêté jusqu'à la fin de l'année civile au Slovan Liberec.
Le 1er février 2023, Talovyerov est prêté au Linz ASK jusqu'à la fin de la saison. Son prêt est renouvelé le 17 août 2023.
Le 5 février 2024, le LASK lève l'option d'achat de Talovyerov, qui signe un contrat jusqu'en 2027.

### En sélection
Avec l'équipe d'Ukraine espoirs, il participe notamment au Championnat d'Europe espoirs en 2023. Il dispute quatre des cinq matchs qui voient les Ukrainiens atteindre les demi-finales de la compétition.
Le 21 mars 2024, Maksym Talovyerov honore sa première sélection en équipe d'Ukraine face à la Bosnie-Herzégovine en barrage de qualifications à l'Euro 2024. Il remplace Artem Dovbyk dans le temps additionnel de la victoire 2-1. En finale des barrages, il entre à nouveau à la place d'un joueur offensif en fin de match pour préserver la victoire des siens.
En mai 2024, il fait partie des 26 joueurs sélectionnés par Serhiy Rebrov pour disputer l'Euro 2024. Il est titularisé pour la première fois en match amical de préparation à l'Euro contre la Pologne le 7 juin 2024.